# Hydrolycus
Hydrolycus, popularmente conhecido por pirandirá, é um gênero de peixes da família Cynodontidae.

## Espécies
- Hydrolycus armatus (Jardine, 1841) (payara)
- Hydrolycus scomberoides (G. Cuvier, 1819) (payara ou peixe-cachorro)
- Hydrolycus tatauaia Toledo-Piza, Menezes & dos Santos, 1999
- Hydrolycus wallacei Toledo-Piza, Menezes & dos Santos, 1999